# 立石優華
立石 優華（たていし ゆうか、1998年3月21日 - ）は、日本の女子バレーボール選手。

## 来歴
山口県防府市出身。3人姉弟の次女（姉と弟がいる）。小学2年生のとき、母・苗村郁代と、姉の影響を受けて自身もバレーボールをはじめた。中学生までは左利きということもありアウトサイドヒッター（ライト）を担当していたが、誠英高等学校進学後からリベロに転向した。高校1年生のとき、藪田美穂子、佐藤愛美、姉の沙樹と共に第66回全日本バレーボール高等学校選手権大会（春の高校バレー2014）に出場。2回戦まで駒を進めた。
青山学院大学2年生時にはインカレで優勝。

### KUROBEアクアフェアリーズ 時代
2019年12月13日、KUROBEアクアフェアリーズの公式サイトにて入団内定が発表。同期入団は小杉凜華、戸部真由香、道下ひなの。YKK AP株式会社所属。
2020年10月17日、この日行われた2020-21シーズン開幕戦となるPFUブルーキャッツ戦でVリーグ初出場を記録。このシーズンはレギュラーラウンド全20試合に出場し、チーム最高のサーブレシーブ成功率（56.3%）を記録（その後、順位決定戦、V cup、入れ替え戦など29試合に出場）。ルーキーイヤーながら主力選手として活躍した。
2021年、背番号が「18」から「9」に変更された。
2022年5月31日をもって移籍希望で退団し、同年7月トヨタ車体クインシーズ（現・クインシーズ刈谷）に入団した。

## 人物・エピソード
- 母親はイトーヨーカドーでプレーした元全日本代表の苗村郁代[15]。
- 2歳上の姉の立石沙樹もバレーボール選手であり、日本体育大学在籍時は優華とKUROBEアクアフェアリーズでチームメイトだった丸山紗季と同時期に女子バレーボール部に所属していた。また立石の実姉の名前は「さき」で、丸山の実姉の名前は「ゆうか」と、2人には多くの共通点があることをラジオ番組『AQUA BEAR』内で語った。大学卒業後は母校の誠英高等学校で5年間教員・バレーボール部コーチを務めたが、2023年にリガーレ仙台に入団し現役復帰した[16][17]。
- 6歳下の弟は創価大学硬式野球部所属の立石正広[18]。

## 所属チーム
- 防府市立華浦小学校[2]
- 防府市立桑山中学校[2]
- 誠英高等学校
- 青山学院大学 #20 → #8
- KUROBEアクアフェアリーズ #18 → #9（2019-2022年）
- トヨタ車体クインシーズ/クインシーズ刈谷 #13（2022年-）

## 受賞歴
- 2019年 東日本インカレ：ベストリベロ賞[19]
- 2020年 Vリーグ：V1女子 月間MVP（10・11月）

## 個人成績
V.LEAGUEの個人成績は下記の通り。
| 大会        | チーム      | 出場     | 出場        | アタック | アタック | アタック | アタック | バックアタック | バックアタック | バックアタック | バックアタック | アタック 決定本数 | ブロック | ブロック       | サーブ | サーブ         | サーブ   | サーブ | サーブ | サーブ   | サーブレシーブ | サーブレシーブ | サーブレシーブ | サーブレシーブ | 総得点      | 総得点      | 総得点   | 総得点      |
| ----------- | ----------- | -------- | ----------- | -------- | -------- | -------- | -------- | -------------- | -------------- | -------------- | -------------- | ----------------- | -------- | -------------- | ------ | -------------- | -------- | ------ | ------ | -------- | -------------- | -------------- | -------------- | -------------- | ----------- | ----------- | -------- | ----------- |
| 大会        | チーム      | 試 合 数 | セ ッ ト 数 | 打 数    | 得 点    | 失 点    | 決 定 率 | 打 数          | 得 点          | 失 点          | 決 定 率       | セ ッ ト 平 均    | 得 点    | セ ッ ト 平 均 | 打 数  | ノ 丨 タ ッ チ | エ 丨 ス | 失 点  | 効 果  | 効 果 率 | 受 数          | 成 功 ・ 優    | 成 功 ・ 良    | 成 功 率       | ア タ ッ ク | ブ ロ ッ ク | サ 丨 ブ | 得 点 合 計 |
| V1 2020-21  | KUROBE      | 27       | 87          | 0        | 0        | 0        | -        | 0              | 0              | 0              | -              | -                 | 0        | -              | 5      | 0              | 0        | 0      | 1      | 5.0      | 319            | 141            | 81             | 56.9           | 0           | 0           | 0        | 0           |
| CM 2020-21  | KUROBE      | 2        | 7           | 0        | 0        | 0        | -        | 0              | 0              | 0              | -              | -                 | 0        | -              | 0      | 0              | 0        | 0      | 0      | -        | 34             | 19             | 9              | 69.1           | 0           | 0           | 0        | 0           |
| 通算：2大会 | 通算：2大会 | 29       | 94          | 0        | 0        | 0        | -        | 0              | 0              | 0              | -              | -                 | 0        | -              | 5      | 0              | 0        | 0      | 1      | 5.0      | 353            | 160            | 90             | 58.1           | 0           | 0           | 0        | 0           |

## 出演

### YouTube
- 週刊激スポ!!｜KUROBEアクアフェアリーズ【新人リベロ・立石優華×ベテラン馬場ゆりかクロストーク】(2020年2月21日収録)（2020年4月5日）
- UbeCityOffice｜応援メッセージ（KUROBEアクアフェアリーズ 立石優華選手）【新型コロナウイルス関連】（2020年5月15日）
- 青学TVスポーツ｜「For the team.」青山学院大学女子バレーボール部2017（2017年6月30日）

 【公式】KUROBEアクアフェアリーズ 
- 富山トヨタ✖️KUROBEアクアフェアリーズ（2020年7月31日）
- KUROBEアクアフェアリーズ〜#18立石優華〜（2020年7月20日）
- 「PPAP-2020-」KUROBEアクアフェアリーズ編（2020年5月11日）
- ぶっちゃけスポーツ～立石優華選手編～（2020年5月21日）

### ラジオ
AQUA BEAR不定期出演